# Стивън Маккуин
Стивън Р. Маккуин, познат още и като Стивън Чадуик Маккуин (на английски: Steven Chadwick McQueen), с рождено име Терънс Стивън МакКуин II (на английски: Terrence Steven McQueen II), е американски актьор. Познат е от ролята на Джеръми Гилбърт от тийн-драмата „Дневниците на вампира“ и от поддържащата му роля на Кайл Хънтър в сериала „Everwood“. Използва името Стивън Р. МакКуин в професионалните среди, като „Р.“ идва от фамилията на втория му баща Робитейл.

## Биография и творчество
Роден е на 13 юли 1988 година в Лос Анджелис, Калифорния, в семейството на Стейси Тотен (Стейси Робитейл) и актьора/продуцент Чад Маккуин. Дядо му по бащина линия е известният актьор Стийв Маккуин, починал 8 години преди Стивън младши да бъде роден, а баба му е филипинската актриса Нейл Адамс. Вторият му баща Люк Робитейл е известен бивш канадски хокеист. Стивън има двама по-малки братя и сестра – Чейс и Мадисън Маккуин от втория брак на баща му и брат от втория брак на майка му – Джезаре Робитейл.
През 2005 година Стивън прави своя актьорски дебют, появявайки се в един от епизодите на сериала „Threshold“ на телевизията CBS. Участва още и като гост в сериалите: „В неизвестност“ (Without a Trace), „От местопрестъплението: Маями“ (CSI: Miami) и „Числа“ (Numb3rs).
През 2008 година играе Дерек Беугард във филма „Minutemen“ на Дисни като това е и първата филмова роля на Стивън. На големия екран Маккуин се появява и във филма „Club Soda“, с който печели и награда на публиката за най-добър актьор на филмовия фестивал в Бевърли Хилс.
През 2009 година Стивън се явява на кастинг за ролята на непокорния Джеръми Гилбърт в сериала на CW – „Дневниците на Вампира“, базиран на книгите на Л. Дж. Смит, носещи същото име. Премиерата на сериала се оказва успешна, достигайки рекорден рейтинг в мрежата и получава признание от критиците. С ролята на Джеръми Гилбърт, Стивън добива популярност и си пробива път във филмовата индустрия.
Стивън участва и в 3D хорар-комедията„ Пираня 3D“, изигравайки ролята на Джейк Форестър.